# Urdiales del Páramo
Urdiales del Páramo ist eine Gemeinde (Municipio) mit 449 Einwohnern (Stand: 2024) in der Provinz León der Autonomen Gemeinschaft Kastilien-León. Die Gemeinde besteht neben dem namensgebenden Hauptort aus den Ortschaften Mansilla del Páramo und Villarín del Páramo.

## Geographie
Urdiales del Páramo liegt etwa 31 Kilometer südwestlich von León in einer Höhe von ca. 810 m. 

## Bevölkerungsentwicklung
| Jahr        | 1900 | 1950 | 1970 | 1981 | 1991 | 2001 | 2011 | 2021 |
| ----------- | ---- | ---- | ---- | ---- | ---- | ---- | ---- | ---- |
| Einwohner   | 1111 | 1562 | 1504 | 1159 | 920  | 688  | 546  | 464  |
| Quelle: INE |      |      |      |      |      |      |      |      |

## Sehenswertes

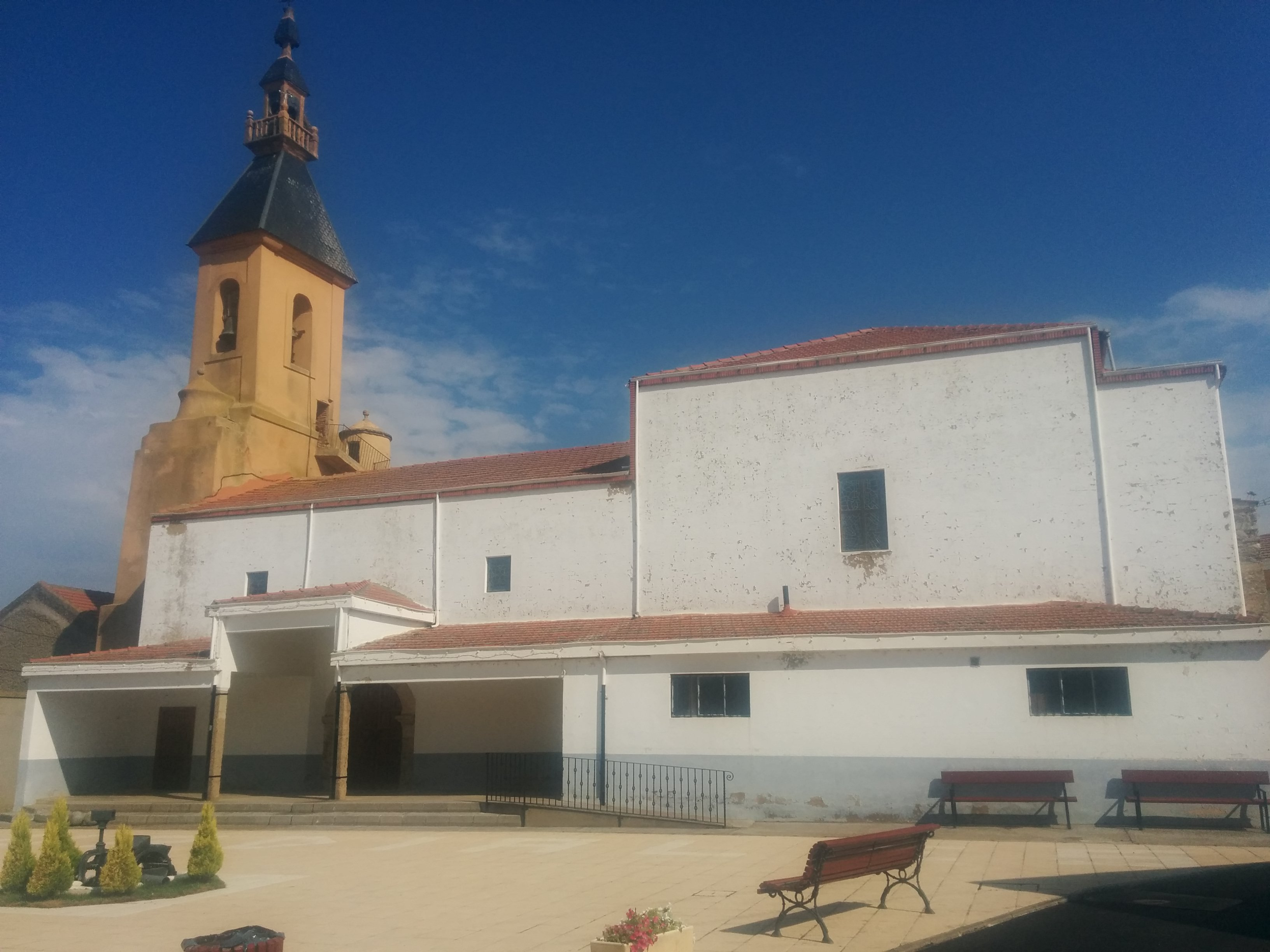
Kirche
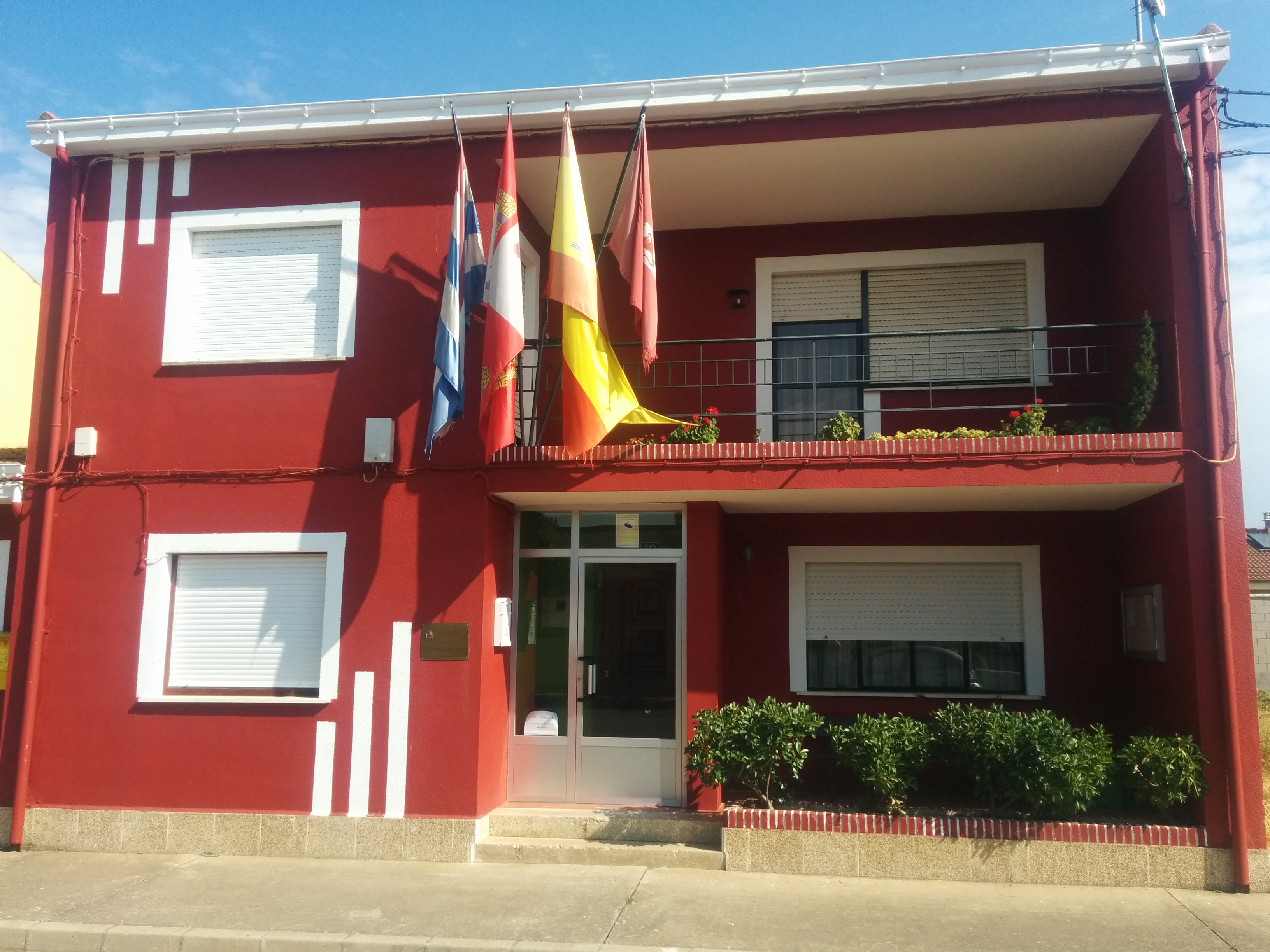
Rathaus

- Kirche
- Rathaus